# كل شيء ممكن (فلم)
كل شيء ممكن (بالإنجليزية: Anything's Possible) هو فيلم كوميدي رومانسي أمريكي لعام 2022 من إخراج بيلي بورتر وكتبه ألفارو غارسيا ليكونا، صدر الفيلم على أمازون برايم فيديو في 22 يوليو 2022.

## روابط خارجية
- مقالات تستعمل روابط فنية بلا صلة مع ويكي بيانات